# Ferrocén
|  |  |

|  |  |

A ferrocén egy fémorganikus vegyület, képlete Fe(C5H5)2. A metallocének prototípusa, azaz az elsőként előállított olyan vegyület, melyben két ciklopentadienilcsoport kötődik egy központi fém ellentétes oldalaihoz. Alakjukból adódóan szendvicsvegyületeknek is hívják őket. A fémorganikus kémia gyors fejlődése a ferrocén, titanocén, rodocén, illetve ezek analógjainak felfedezéséből eredő izgatottságnak tulajdonítható.

## Története

Pauson és Kealy eredeti (hibás) elképzelése a ferrocén szerkezetéről

Eleinte akaratlanul állították elő a ferrocént. Először Pauson és Kealy a Duquesne Egyetemen számolt be a ciklopentadienil-magnézium-bromid és a vas(III)-klorid közötti reakcióról. Céljuk fulvalén előállítása volt oxidatív diénkapcsolási reakcióval, ehelyett egy meglepően stabil, halvány narancssárga por keletkezett. Egy másik csoport a British Oxygen cégnél szintén előállított ferrocént, bár ezt ők sem tudták. Miller, Tebboth és Tremaine szénhidrogénekből, például ciklopentadiénből próbáltak ammónia segítségével aminokat előállítani a Haber-folyamat átalakításával. Eredményüket 1952-ben publikálták, bár a tényleges munkát 3 évvel korábban végezték. Az új vasorganikus vegyület stabilitása a negatív töltésű ciklopentadienilek aromás voltával volt összefüggésben, de a η5(pentahapto) szendvicsszerkezetet nem ők ismerték fel.
Robert Burns Woodward és Geoffrey Wilkinson a reaktivitást vizsgálva következtetett a szerkezetre. Tőlük függetlenül Ernst Otto Fischer is szendvicsformára gyanakodott, és további metallocének, például nikkelocén és kobaltocén szintézisébe kezdett.
A ferrocén szerkezetét NMR-spektroszkópiával és röntgen-krisztallográfiával igazolták. A jellegzetes „szendvics”-alak megállapításával hirtelen megnőtt az érdeklődés a d-mező elemeinek és szénhidrogéneknek a reakciójából származó vegyületek kutatásában, ezzel felvirágoztatva a fémorganikus kémia ágát. 1973-ban Fischer és Wilkinson, a Müncheni Műszaki Egyetem, illetve a londoni Imperial College kutatója megosztott Nobel-díjat kaptak a fémorganikus kémiában nyújtott munkásságukért és a metallocénekkel végzett kutatásaikért.

## Szerkezete és kötései
Az öt szénatomos gyűrűkben a C–C kötéshossz 1,40 Å, a vas- és szénatomok közti távolság 2,04 Å. Röntgen-krisztallográfiás mérés szerint (monoklin tércsoportban) a ciklopentadienilek (Cp) nyitott konformációban vannak, de gázfázisú elektrondiffrakcióval és elméleti számításokkal igazolták, hogy gázfázisban a Cp-gyűrűk fedő állásúak. Úgy gondolják, hogy kondenzált fázisban a nyitott konformáció a legstabilabb a kristályok elrendeződése miatt. A nyitott konformáció pontcsoportja D5d, a fedő állásúé pedig D5h.
Szubsztituált származékokon végzett 1H és 13C NMR-spektroszkópiás mérésekkel megfigyelték, hogy a Cp gyűrűk kis energiagáttal képesek elfordulni a Cp–Fe–Cp tengely körül. A metilferrocénben (C5H5–Fe–C5H4–CH3) például a C5H5 gyűrű szingulett jelet mutat.
Kötések szempontjából a ferrocénben a központi vasatom oxidációs számát +2-nek veszik, ami összhangban van a Mössbauer-spektroszkópiás mérésekkel. A két ciklopentadienil-csoportra így egyszeres negatív töltés adódik, és minden gyűrűben hat π-elektron foglal helyet, ez teszi a vegyületet aromássá. Ez a tizenkét delokalizált elektron (gyűrűnként 6 db) létesít közös kötő elektronpárt (kovalens kötést) a fématommal. Ha ezekhez hozzáadjuk a Fe2+ d-alhéjon lévő 6 elektronját, a 18 elektronos szabály szerint egy stabil komplex képződik.

## Előállítása
A ferrocén elsőként leírt szintézise ciklopentadienil-magnézium-bromid Grignard-reagensből indult ki, amely ciklopentadién, magnézium és brómetán reakciójából nyerhető vízmentes benzolban. Ezután vas(III)-kloridot kevernek el vízmentes dietil-éterrel, majd hozzáadják a Grignard-reagenshez. A szintézis idealizált reakcióegyenlete a következő:
{\displaystyle \mathrm {6\ C_{5}H_{5}MgBr+2\ FeCl_{3}\rightarrow 2\ Fe(C_{5}H_{5})_{2}+6\ MgBrCl+2\ ''(C_{5}H_{5})_{2}} ''}
Azóta számos más előállítási utat is leírtak, az egyik ilyen a gázfázisú ciklopentadién és elemi vas reakciója 350 °C-on. A folyamat vas-pentakarbonillal is lejátszódik.
{\displaystyle \mathrm {Fe+2\ C_{5}H_{6}\rightarrow Fe(C_{5}H_{5})_{2}+H_{2}} }
{\displaystyle \mathrm {Fe(CO)_{5}+2\ C_{5}H_{6}\rightarrow Fe(C_{5}H_{5})_{2}+5\ CO+H_{2}} }
Ennél azonban vannak eredményesebb transzmetallációs folyamatok is. Ha például nátrium-ciklopentadienidet vagy frissen krakkolt, kálium-hidroxiddal deprotonált ciklopentadiént vízmentes vas(II)-kloriddal reagáltatnak, jobb kitermeléssel nyerhető ferrocén. Ezt a folyamatot általában valamilyen éteres oldószerben végzik.
{\displaystyle \mathrm {2\ NaC_{5}H_{5}+FeCl_{2}\rightarrow Fe(C_{5}H_{5})_{2}+2\ NaCl} }
{\displaystyle \mathrm {FeCl_{2}\cdot 4\ H_{2}O+2\ C_{5}H_{6}+2\ KOH\rightarrow Fe(C_{5}H_{5})_{2}+2\ KCl+6\ H_{2}O} }
A deprotonációra egyes bázikus aminok is alkalmasak, ám így a reakció jóval lassabban megy végbe, mint az erősebb lúgok esetén.
{\displaystyle \mathrm {2\ C_{5}H_{6}+2\ (C_{2}H_{5})_{2}NH+FeCl_{2}\rightarrow Fe(C_{5}H_{5})_{2}+2\ (C_{2}H_{5})_{2}NH_{2}Cl} }
Más metallocénekből, például manganocénből közvetlen transzmetallációval is előállítható.
{\displaystyle \mathrm {FeCl_{2}+Mn(C_{5}H_{5})_{2}\rightarrow Fe(C_{5}H_{5})_{2}+MnCl_{2}} }
Ahogy a szimmetrikus, töltéssel nem rendelkező részecskék, a ferrocén is oldható a mindennapokban használt szerves oldószerek többségében, például benzolban, vízben azonban oldhatatlan. A ferrocén levegőn stabilis vegyület, amelyre jellemző, hogy vákuumban hevítve szublimál. 400 °C-ig stabil, efelett bomlik. A következő táblázat a ferrocén különböző hőmérsékleteken mérhető gőznyomását mutatja:
| Nyomás (Pa)     | 1   | 10  | 100 |
| --------------- | --- | --- | --- |
| Hőmérséklet (K) | 298 | 323 | 353 |

## Reakciói

### Elektrofilekkel
Sok aromás vegyületekre jellemző reakcióban részt vesz, így vannak szubsztituált származékai. Egyik alapvető kísérlet a Friedel-Crafts-reakció, amelyben ecetsav-anhidriddel (vagy acetil-kloriddal) reagáltatják, katalizátorként foszforsavat használva.

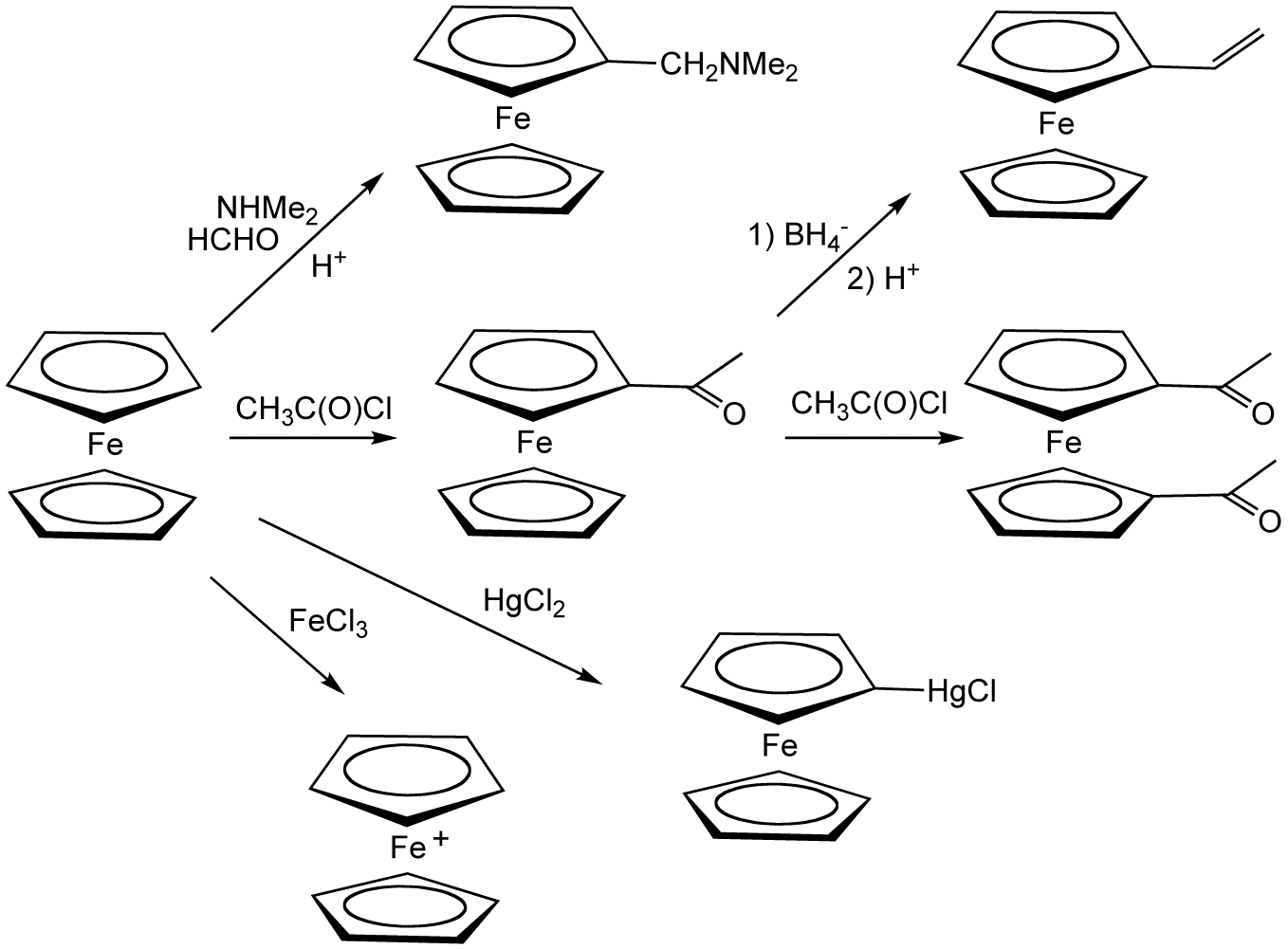
A ferrocén fontos reakciói elektrofilekkel és más reagensekkel

### Foszforszármazékokkal
A ferrocénnek sok foszfinszármazéka ismert, és ezek egy részét ipari eljárásokban is használják. Legegyszerűbb, és talán legjobban ismert az 1,1′-bisz(difenilfoszfino)ferrocén (dppf), amelyet dilítioferrocénből nyernek. Me2NPCl2 és ferrocén alumínium-klorid jelenlétében reagálva ferrocenil-diklórfoszfinná alakul. Hasonló körülmények között fenildiklórfoszfinnal P,P-diferrocenil-P-fenilfoszfin állítható elő. Az anizolhoz hasonlóan ferrocén és P4S10 reakciójakor diferrocenil-ditiadifoszfetán-diszulfid keletkezik.

### Lítiumozása
A ferrocén könnyen reakcióba vihető butil-lítiummal, ekkor 1,1′-dilítioferrocén keletkezik, ami pedig erősen nukleofil. Terc-butil-lítiummal csak egy Li-atom épül be, monolítioferrocén jön létre. S8, klórfoszfinok vagy klórszilánok használatakor végbemenő reakciók különösen hasznosak a funkciós csoportok kimutatására. A keletkező termékek gyűrűnyitásos polimerizációra hajlamosak.

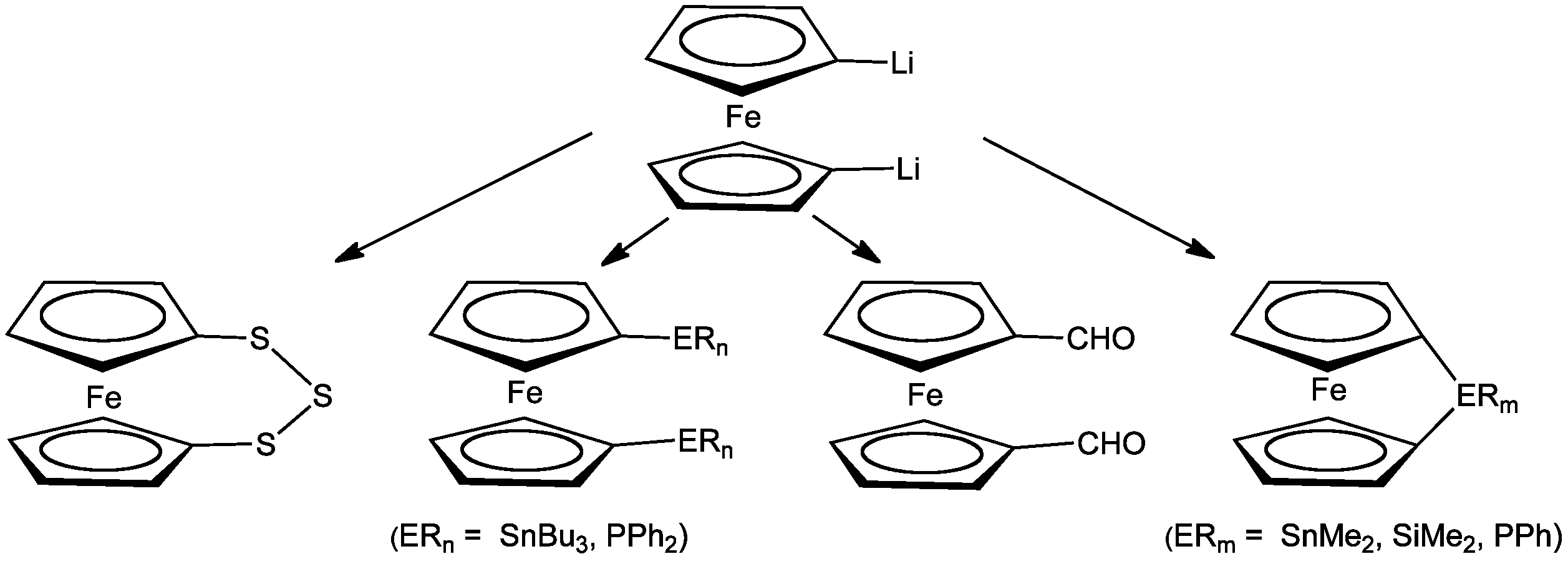
A dilítioferrocén átalakulásának néhány módja

### Redoxikémia – a ferrocéniumion
A szerves vegyületek többségével ellentétben a ferrocén alacsony potenciálon (telített kalomel elektródhoz mérve kb. 0,5 V-on) 1-elektronos oxidációt szenved. Ezt a reverzibilis oxidációt az elektrokémiában mint standardot használják Fc+/Fc = 0,64 V standardpotenciállal. Néhány elektronban gazdag szerves vegyület (pl. anilin) szintén alacsony potenciállal oxidálódik, de a reakció egyirányú. A ferrocén 1 elektron leadásával kék színű [Fe(C5H5)2]+ kationná, eredetileg ferricíniumnak, elterjedtebb nevén ferrocéniumnak nevezett ionná alakul (a két név ugyanazt az anyagot jelöli, szemben a ferri- és a ferro- előtagok közti különbséggel, amelyek a vasatom különböző oxidációs állapotú ionjaira utalnak). FeCl3 jelenlétében az oxidáció könnyen végbemegy, a kationt leggyakrabban PF–6 só formájában nyerik ki. Másik lehetőség, ha az oxidációt ezüst-nitráttal végzik.

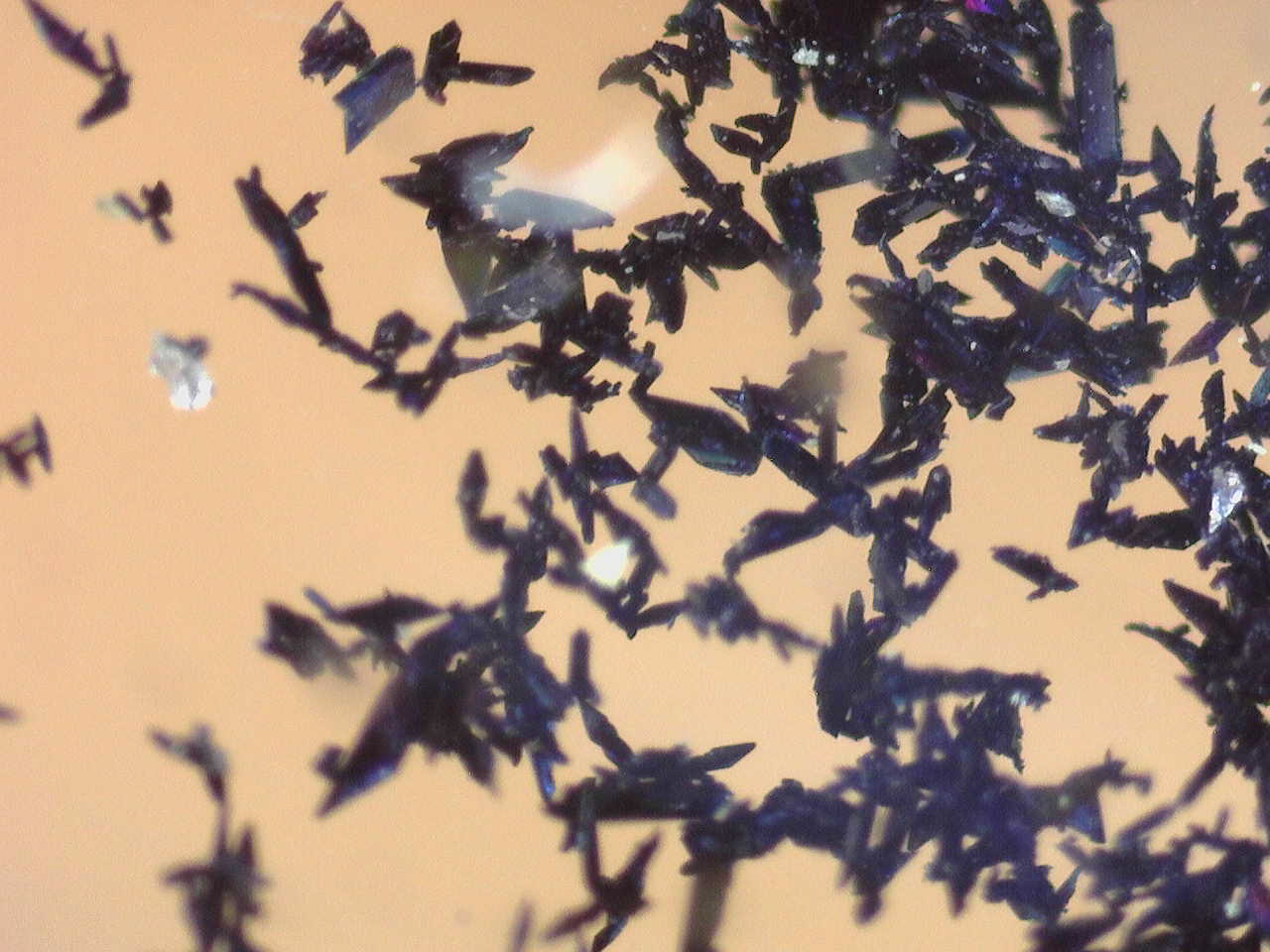
Ferrocénium-hexafluorofoszfát kristályok (C_{10}H_{10}FePF_{6})

A ferrocénium sóit oxidálószernek használják, részben azért, mert a termékként keletkező ferrocén meglehetősen közömbös, és más ionos anyagoktól is könnyen elválasztható. A ciklopentadienil ligandumokra kerülő szubsztituensek a várható irányba változtatják a redoxipotenciált: az elektronszívó funkciós csoportok (pl. karboxilcsoport a potenciált az anód felé mozdítják (azaz pozitívabbá teszik), míg az elektronküldő csoportok (pl. metilcsoport) a katód irányába tolják azt (tehát negatívabb lesz a potenciál). Emiatt a dekametilferrocén a ferrocénnél sokkal könnyebben oxidálódik. Ferrocént gyakran használnak belső standardként a nem-vizes oldatokban lejátszódó elektrokémiai reakcióknál a redoxipotenciál beállítására.

## Sztereokémia

Egy planárisan királis ferrocénszármazék

Az általános szubsztitúciós reakciók a ferrocénnel is végbemennek az egyik vagy mindkét gyűrűn. A leggyakoribb származékok 1-szubsztituáltak (egy szubsztituens az egyik gyűrűn) vagy 1,1′-diszubsztituáltak (mindkét gyűrűn egy-egy szubsztituens). A gyűrűk általában szabadon fordulnak el, ez egyszerűsíti az izomériaviszonyokat. A diszubsztituált ferrocénnek 1,2-; 1,3- vagy 1,1′- izomerei létezhetnek, ezek nem alakulnak át egymásba. Az egyazon gyűrűn aszimmetrikusan diszubsztituált ferrocénszármazékok királisak - például a [CpFe(EtC5H3Me)] királis, a [CpFe(C5H3Me2)] viszont akirális. A planáris kiralitás annak ellenére jön létre, hogy a molekula egyetlen sztereogén központot sem tartalmaz. A jobb oldali képen látható szubsztituált ferrocén (4-(dimetilamino)piridin származék) a racém másodrendű alkoholok kinetikus rezolválásában hasznos.

## Felhasználása
A ferrocént, illetve származékait nem használják nagy mennyiségben, de számos speciális alkalmazásuk van, melyekben kihasználják ezen molekulák szokatlan szerkezetét (gyógyászatban), stabilitását (kopogásgátló készítményekben vagy más anyagok prekurzoraként) és redoxi-sajátságait (reagensként vagy redoxi standardként).

### Üzemanyag-adalékként
A benzinüzemű gépjárművekben kopogásgátló szerként van jelen, amely a korábban használt tetraetil-ólomnál sokkal biztonságosabb, mivel nem károsítja a környezetet. Az ólommentes benzinek megfelelő oktánszámának beállításához elsősorban ferrocént használnak, mivel relatíve ez a legolcsóbb adalékanyag. A 102 RON oktánszámú versenyautókban használt benzin ferrocéntartalma 120–150 mg/liter. Több tabletta formájú, vagy folyékony benzinadalék egyik fő összetevője a ferrocén, melynek elsődleges célja a benzin oktánszámának emelése.

### Gyógyászatilag
Néhány ferrocéniumsónak rák- és maláriaellenes hatása van, egy erre a célra kifejlesztett kísérleti gyógyszer hatóanyaga a tamoxifen ferrocenilszármazéka. Elméletileg a tamoxifen kötődni fog az ösztrogén-megkötő sejtekhez, így citotoxikus hatást fejt ki.

### Az anyagok kémiájában
Elemi vasra történő lebomlását szén nanocsövek gyártásakor használják ki. Ferrocénből vinil-ferrocén keletkezik aldehidek, foszfóniumsók és nátrium-hidroxid Wittig-reakciójában. A vinil-ferrocén polimerizálható, a polimer a polisztirol ferrocenilszármazékának tekinthető (a fenilcsoportot ferrocenilcsoport helyettesíti).

### Olajszőkítés
Mivel elterjedt az a szokás, hogy az olcsó tüzelőolajjal működtették az autókat, 1990-ben született egy törvény, mely szerint a fűtőolajat színezni kell: erre a célra ferrocént használtak, amely feloldódva vörös színt adott az olajnak. Egyes nem hivatalos források azt terjesztették hogy a színezőanyag a motort károsítja, így próbálták elérni hogy mindenki rendeltetésszerűen használja az olajat. A ferrocénnek nincs ismert káros hatása a motorra. A színezés vámkezeléskor történt, ha a vámost sikerült megvesztegetniük, ezt színezetlenül gázolajként vehették át az emberek. Egyesek kénsavat adtak a piros olajhoz, annak hatására visszanyerte eredeti színét - ezt hívták olajszőkítésnek. A szőkítők ezt olcsón el tudták végezni, és egyesek rengeteget tudtak ilyen módon spórolni.

## Származékai és variációi
A ferrocén analógjai a ciklopentadienilcsoport változtatásával jöhetnek létre, például bisz-indenil-vas és bisz-fluorenil-vas.
A szénatomok heteroatomokkal helyettesíthetők, ahogy a Fe(η5-C5Me5)(η5-P5) és a Fe(η5-C5H5)(η5-C4H4N) („azaferrocén”) esetén látható. Az azaferrocén a Fe(η5-C5H5)(CO)2(η1-pirrol) ciklohexánban történő dekarbonilezésének végterméke. A vegyület benzolban való refluxoltatása ferrocént eredményez.
A szubsztitúció könnyen elvégezhető voltának köszönhetően számos, szerkezetileg szokatlan ferrocénszármazékot állítottak már elő. A penta(ferrocenil)ciklopentadienil ligandumban például egy ciklopentadienil-csoporthoz öt ferrocén kapcsolódik, mint szubsztituens.

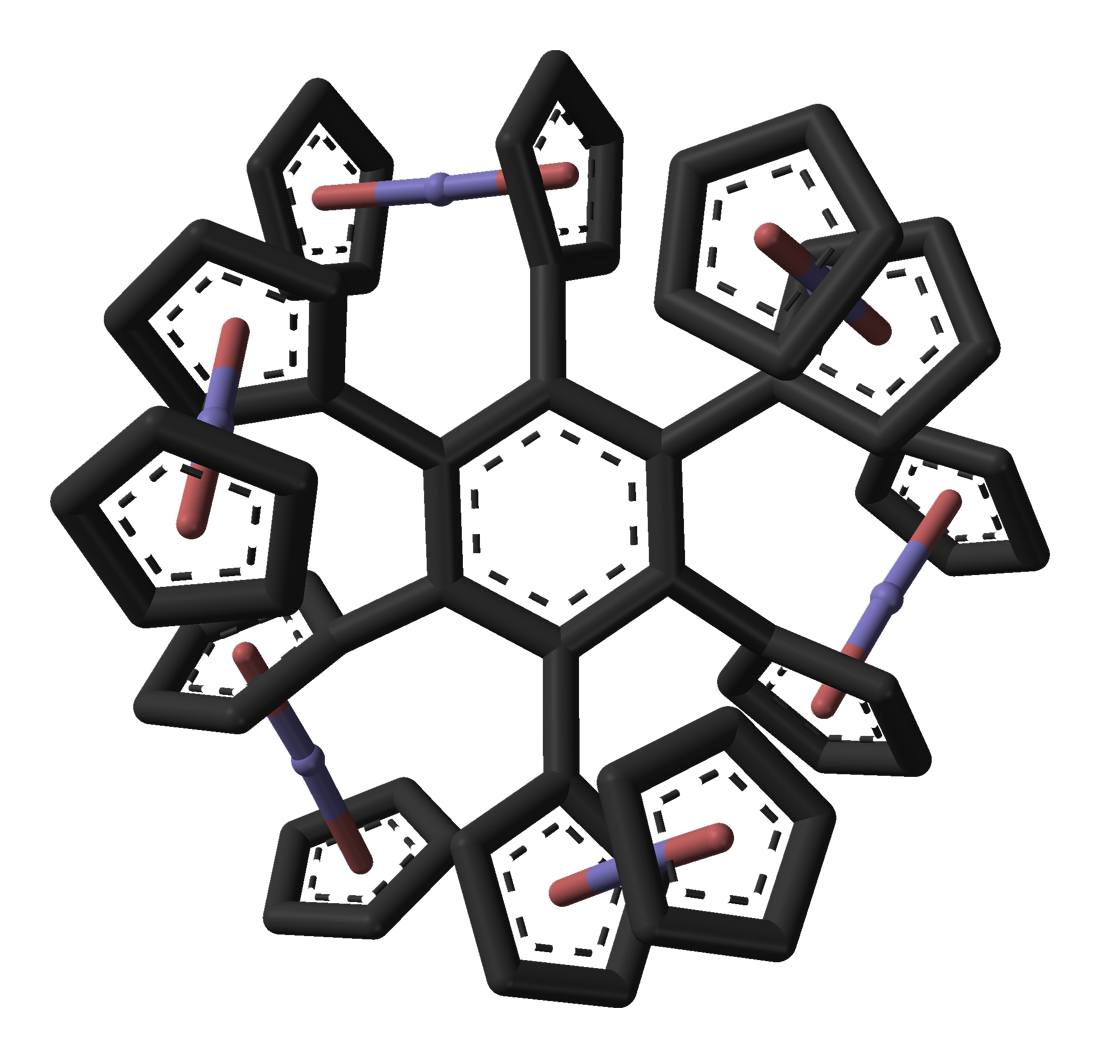
A hexaferrocenil-benzol szerkezete

A hexaferrocenil-benzol esetén a benzol mind a hat szénatomjához kapcsolódik egy ferrocenil-csoport (R). A vegyület röntgen-krisztallográfiás analízise azt bizonyította, hogy a ferrocének nincsenek egy síkban a benzollal, a diéderes szögek váltakozva +30° és −80°-osak. Térbeli zsúfoltságuk miatt a ferrocenilek kis mértékben, 177°-ban meghajolnak, a C–Fe kötések pedig némileg megnyúlnak. A kvaterner (negyedrendű) szénatomok alakja a ciklopentadienil-gyűrűkön síkháromszög.
A hexaferrocenil-benzol előállításához hexajódbenzol és diferrocenil-cink Negishi-kapcsolását hajtották végre tetrahidrofuránban, trisz(dibenzilidénaceton)dipalládium(0) katalizátor mellett.
A kitermelés csupán 4%-os, valószínűleg az arénközpont körüli zsúfoltság miatt ilyen kevés.

## Fordítás
Ez a szócikk részben vagy egészben  a   Ferrocene című angol Wikipédia-szócikk ezen változatának fordításán alapul.  Az eredeti cikk szerkesztőit annak laptörténete sorolja fel. Ez a jelzés csupán a megfogalmazás eredetét és a szerzői jogokat jelzi, nem szolgál a cikkben szereplő információk forrásmegjelöléseként.